# Pimenta racemosa
Pimenta racemosa là một loài thực vật có hoa trong Họ Đào kim nương. Loài này được (Mill.) J.W.Moore miêu tả khoa học đầu tiên năm 1933.

## Hình ảnh

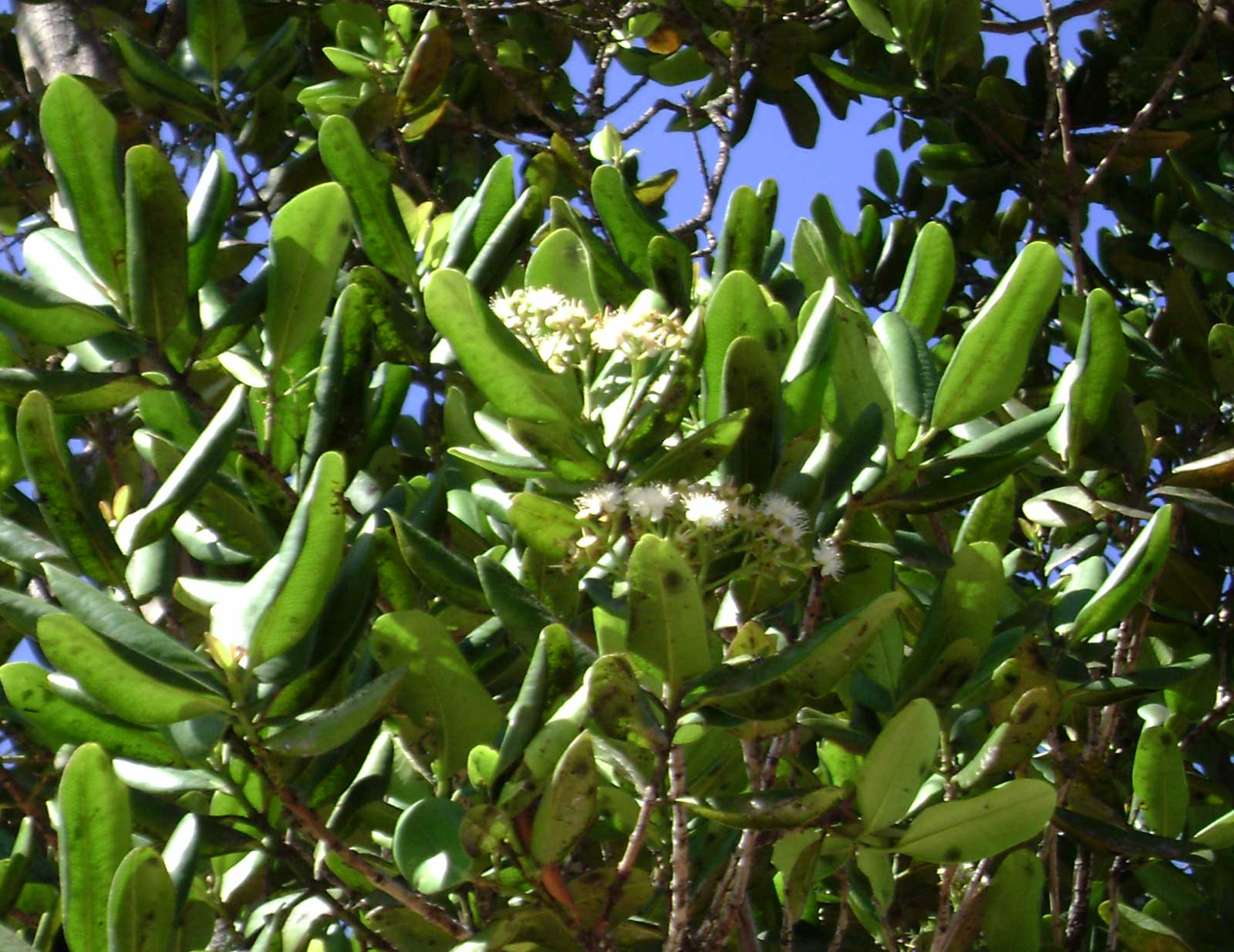
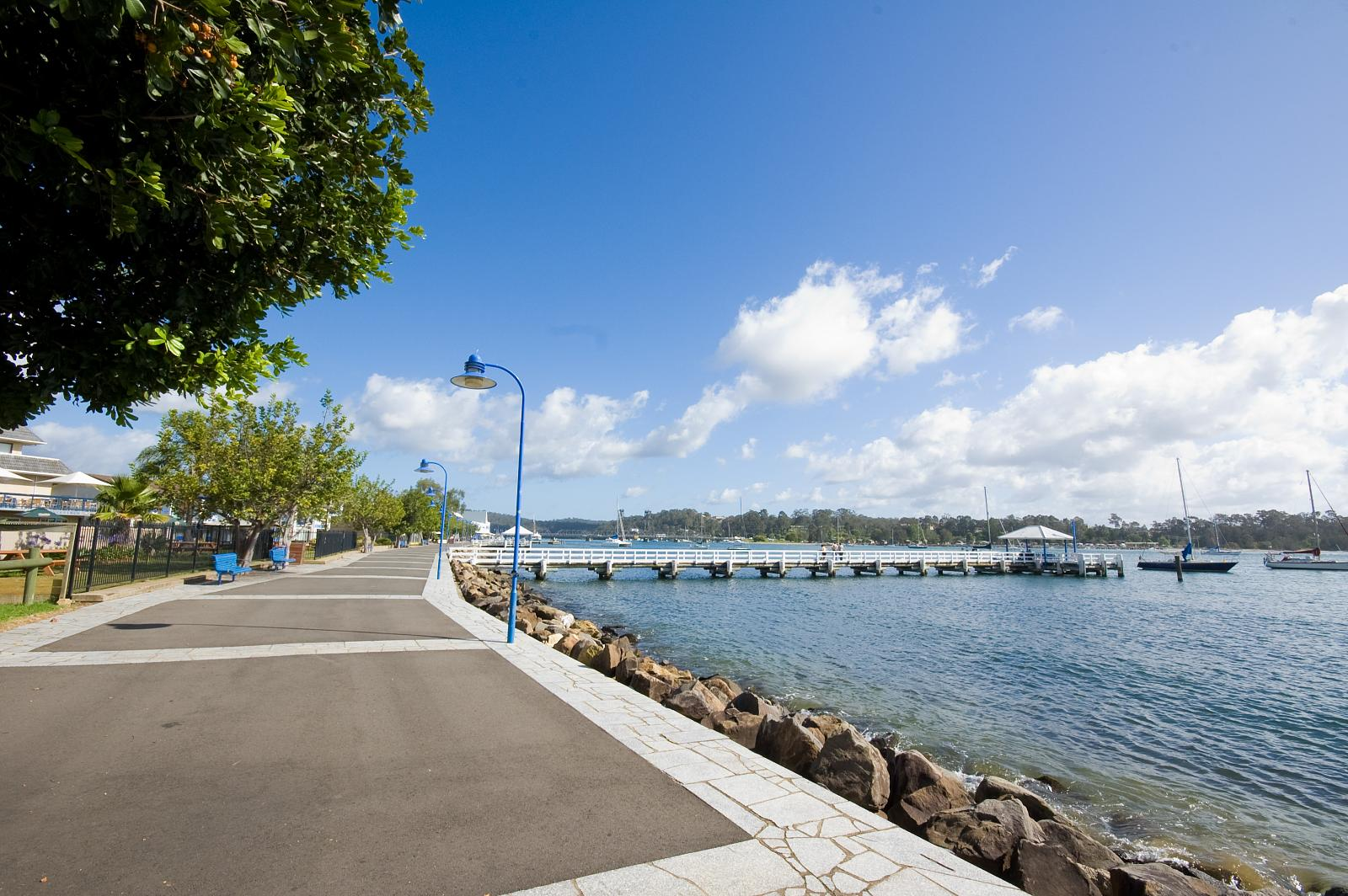
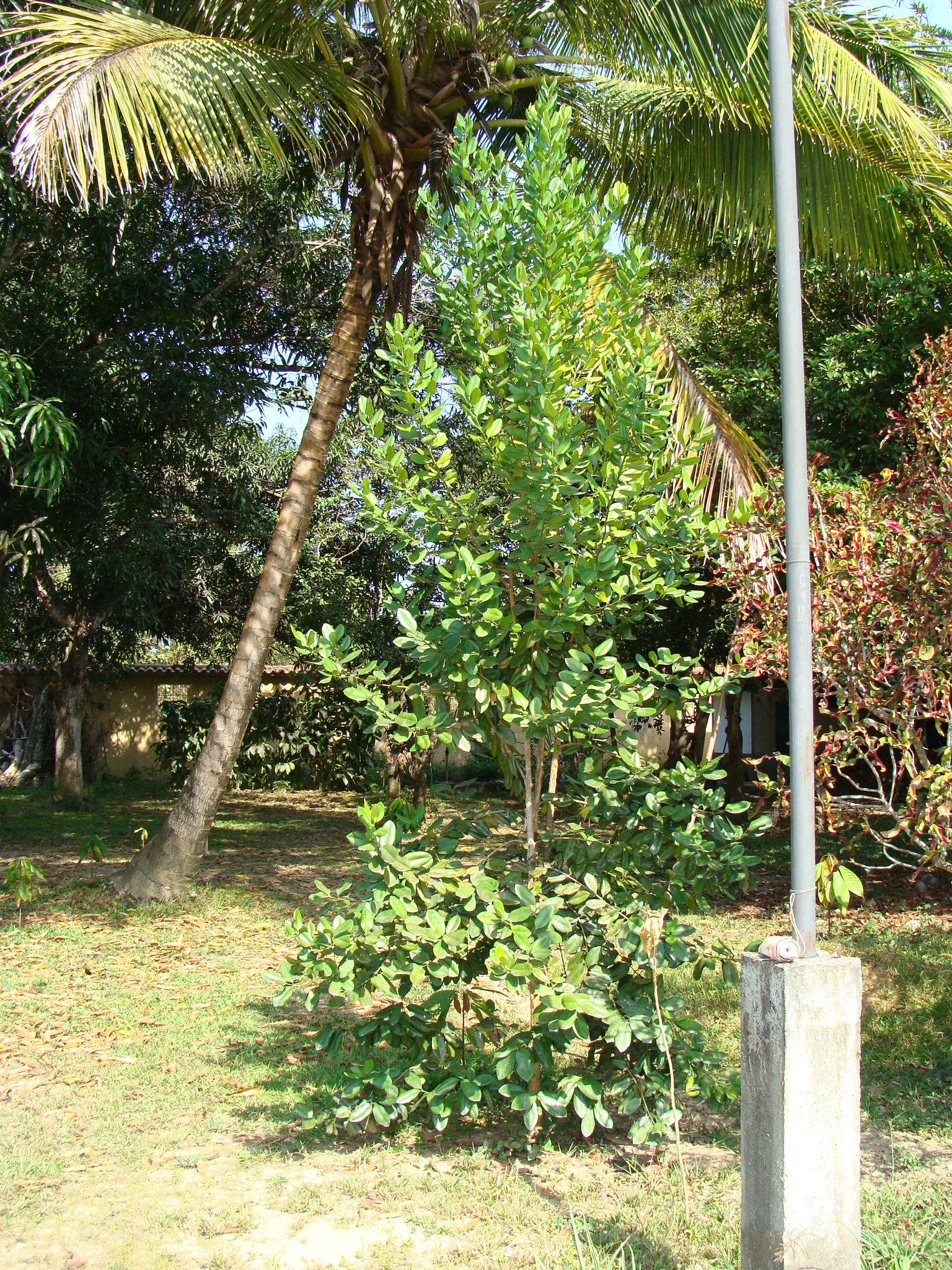
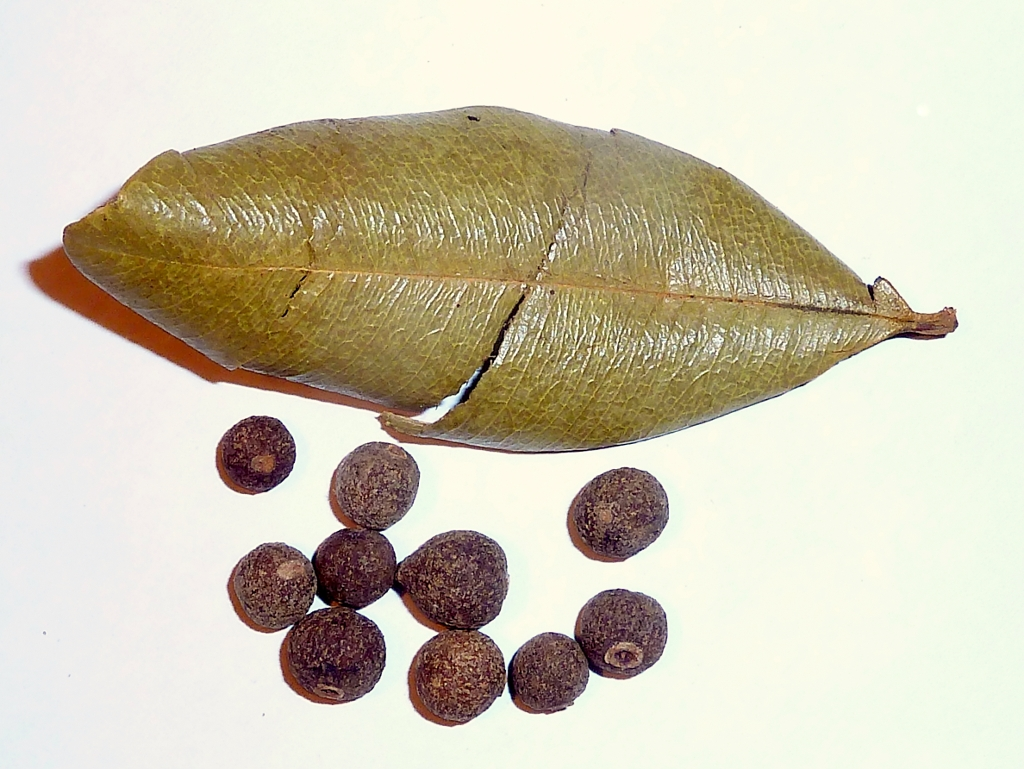